# Храм Джаганнатхи (Пабха)
Храм Джаганнатхи в Пабхе — индуистский храм в округе Пабха, Бангладеш. Посвящён божеству Джаганнатхи. Храм был построен в XIV веке. Был описан как «один из самых красивых индуистских храмов северного Бангладеш». Известен своими терракотовыми скульптурами.